# Mgławica Trąba Słonia
Mgławica Trąba Słonia (znana również jako van den Bergh 142) – globula znajdująca się w kompleksie IC 1396 (złożonym z gromady otwartej oraz mgławicy) w konstelacji Cefeusza. Mgławica ta została wydmuchana przez silne wiatry gwiazdowe z gwiazdy HD 206267, co wytworzyło jej wydłużoną strukturę. W olbrzymim obłoku materii międzygwiazdowej, z którego powstała Trąba Słonia, w przyszłości mogą formować się gwiazdy.

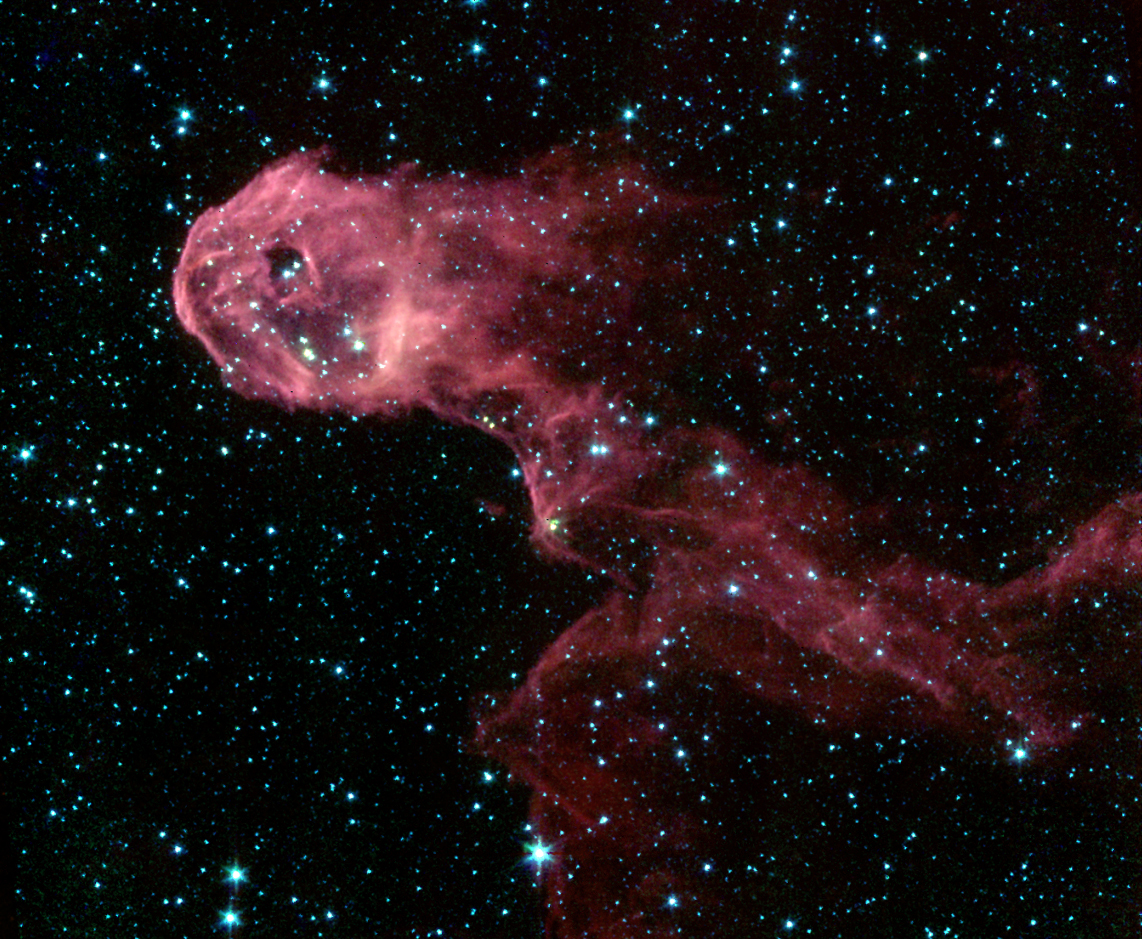
Zdjęcie w podczerwieni wykonane przez Kosmiczny Teleskop Spitzera.